# Karl von Müffling genannt Weiß

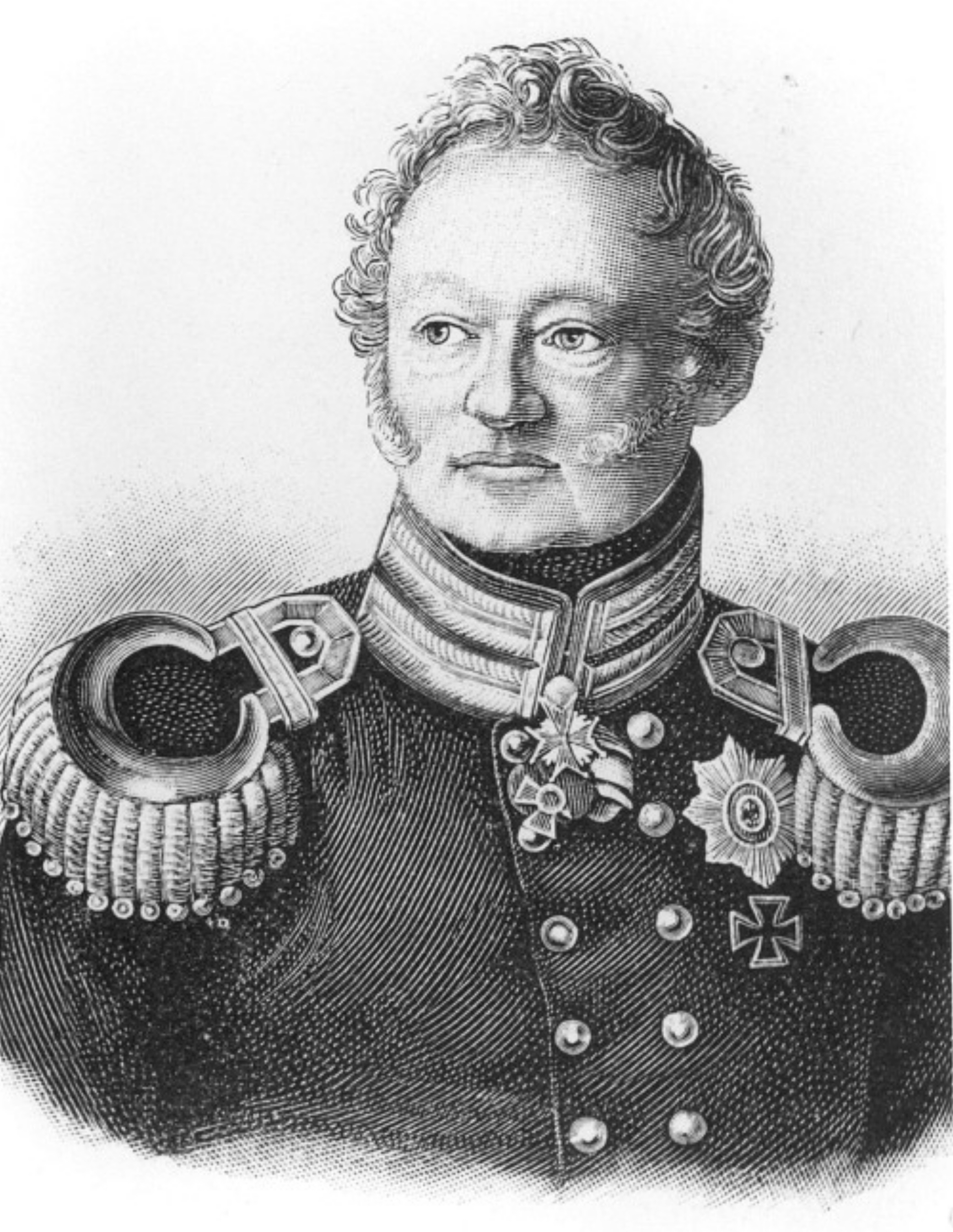
Karl von Müffling

Philipp Friedrich Carl Ferdinand Freiherr von Müffling genannt Weiß (* 12. Juni 1775 in Halle (Saale); † 16. Januar 1851 in Erfurt) war ein preußischer Generalfeldmarschall, Militärschriftsteller und Geodät.

## Leben

### Herkunft
Karl entstammte dem Adelsgeschlecht Müffling und war das erste Kind des späteren preußischen Generalmajors Friedrich Wilhelm von Müffling (1742–1808) und dessen Ehefrau Charlotte, geborene von Borschitten (1743–1796).

### Militärkarriere
Müffling trat 1787 als Junker in ein Füsilierbataillon ein, mit dem er 1790 nach Schlesien ging und 1792/94 den Feldzug gegen Frankreich mitmachte. Von 1797 bis 1802 wurde er bei der trigonometrischen Vermessung Westfalens für die Lecoqsche Karte, dann 1803 als Premierleutnant bei der Gradmessung in Thüringen beschäftigt. Gefördert durch den einflussreichen General Ernst von Rüchel, trat er 1805 als Kapitän in den Generalstab. Außerdem wurde er Mitglied der von Gerhard von Scharnhorst gegründeten Militärischen Gesellschaft.
1806 stand er bei dem Korps des Herzogs von Weimar, schloss sich nach der Katastrophe von Jena Gebhard Leberecht von Blücher an und erhielt nach dem Treffen bei Lübeck den Auftrag, die Kapitulation von Ratekau abzuschließen. 1808 trat er als Mitglied des sogenannten „Geheimen Konseils“ in weimarische Dienste, 1813 aber wieder in die Preußische Armee und wurde als Oberstleutnant dem Generalstab Blüchers zugeteilt.
Müffling soll Namensgeber der „Völkerschlacht“ bei Leipzig sein, da er bereits am 19. Oktober 1813 darüber schrieb und diese Metapher verwendete. Mit „Völkerschlacht“ meinte er jedoch die schiere Masse an „Heervölkern“, welche beteiligt waren und nicht „die“ Völker in einem nationalen Sinne, wie das heute oft verstanden wird.
Nach dem Gefecht bei Haynau in Schlesien, zu dem er die Disposition entworfen hatte, avancierte er zum Obersten. Nach dem Ende des Waffenstillstands wurde er Generalquartiermeister bei der Schlesischen Armee, nach der Schlacht bei Leipzig Generalmajor und nach Abschluss des ersten Pariser Friedens Chef des Generalstabs der am Rhein zurückgebliebenen Armee.
Im Feldzug gegen Napoleon fungierte Müffling 1815 als preußischer Verbindungsoffizier im Hauptquartier der britischen Armee und erledigte in dieser Funktion unter anderem in der Schlacht bei Ligny die Kommunikation zwischen Wellington und Blücher. Nach der zweiten Einnahme von Paris wurde er dann zum Militärgouverneur der Stadt ernannt. Er sorgte für die konsequente Rückführung der von Napoleon geraubten Kulturgüter, wie der Quadriga vom Brandenburger Tor und des Marcuslöwen aus Venedig. Bis 1816 blieb Müffling als Bevollmächtigter Preußens im Hauptquartier des Herzogs von Wellington. Hier verband er sich mit französischen Offizieren und Gelehrten zu einer Gradmessung zwischen Dünkirchen und dem Seeberg. Der preußische König schenkte ihm für seine Verdienste 1816 das Rittergut Ringofen bei Mühlberg in Thüringen, Mühlberg und das benachbarte Vorwerk Freudental. 1817 erwarb er zudem die Burg Gleichen für 800 Taler. Ringofen blieb bis 1926 in Familienbesitz.
Nach dem Wiener Kongress wurde unter der Leitung von Karl von Müffling ein einheitliches Kartenwerk des Staatsgebiets Königreich Preußen geschaffen. Bis dahin standen nur die Karten von Jean Joseph Tranchot aus den Zeiten Napoleons zur Verfügung. Die Aufnahme der Karten der Preußischen Uraufnahme wurden unter seiner Leitung von jungen Offizieren vorgenommen. Die Arbeiten begannen 1836 für die Provinz Westfalen und 1842 für die Provinz Rheinland. 1833 gehörte er als Vertreter von Fürst Emil Friedrich I. von Bentheim-Tecklenburg dem Provinziallandtag der Provinz Westfalen an.
1818 nahm Müffling am Aachener Kongress teil. 1820 wurde er Chef des Generalstabs der Preußischen Armee. Als Generalleutnant erhielt er 1829 eine Mission nach Konstantinopel, um die Hohe Pforte für den Frieden mit Russland geneigt zu machen, und wurde im März 1832 General des VII. Armee-Korps und 1837 Gouverneur von Berlin. Von 1838 bis 1844 war er zudem Präsident des Preußischen Staatsrats. 1847 erhielt er die erbetene Entlassung mit dem Titel eines Generalfeldmarschalls und als Geschenk die Domäne Wandersleben. Er ließ sich hierauf in Erfurt nieder, wo er am 16. Januar 1851 starb.
Karl von Müffling wurde auf dem Brühler Friedhof (jetzt Brühler Garten) in Erfurt beigesetzt. Auf seinem Grab wurde 1853 von Friedrich August Stüler ein klassizistisches Denkmal mit einer Büste, die der Berliner Bildhauer Hermann Wittig (1819–1891) geschaffen hatte, errichtet. Das zur DDR-Zeit heruntergekommene Denkmal, dem 1951 die Büste entfernt worden war, wurde im Jahre 2000 wiederhergestellt, ein Jahr später geschändet und erneut restauriert. Seitdem ist die Büste durch ein drei Meter hohes Stahlgitter gesichert.
Karl von Müffling war Ritter des Schwarzen Adlerordens mit Brillanten.

### Grabmal im Brühler Garten in Erfurt

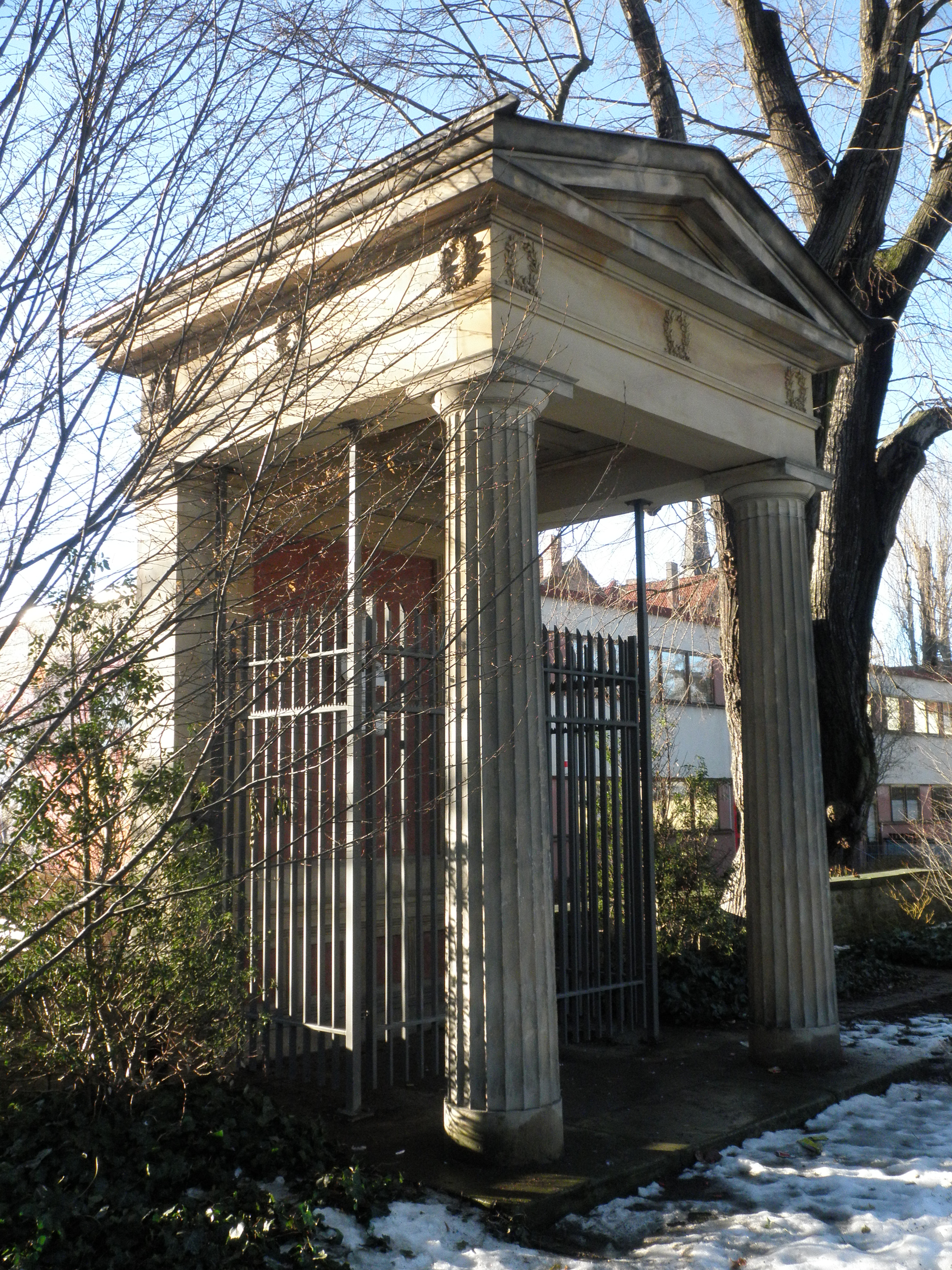
Grabmal für Karl von Müffling in Erfurt, von Stüler 1853, erneuert 2000
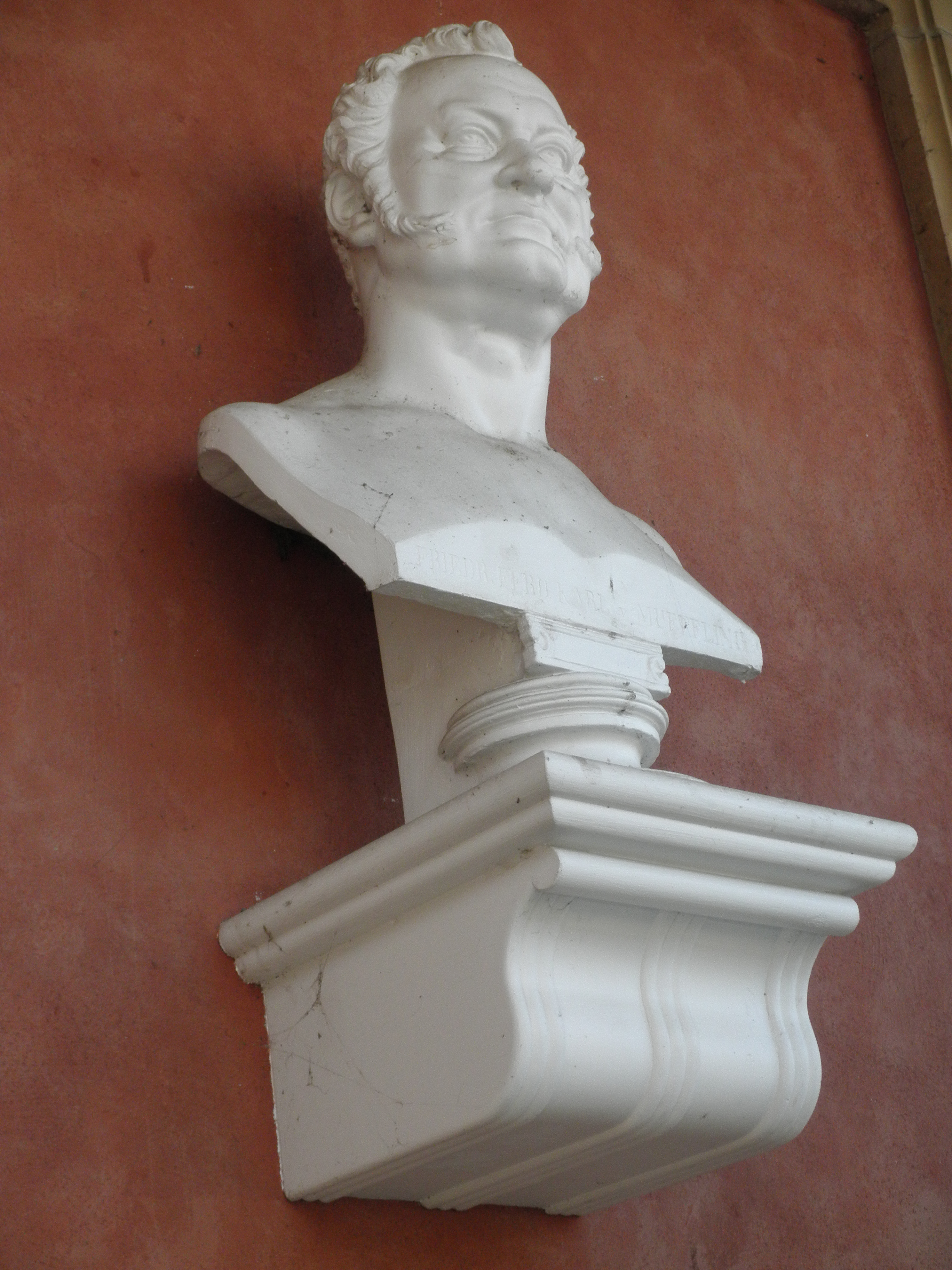
Büste Karl von Müffling in Erfurt, von Wittig 1853
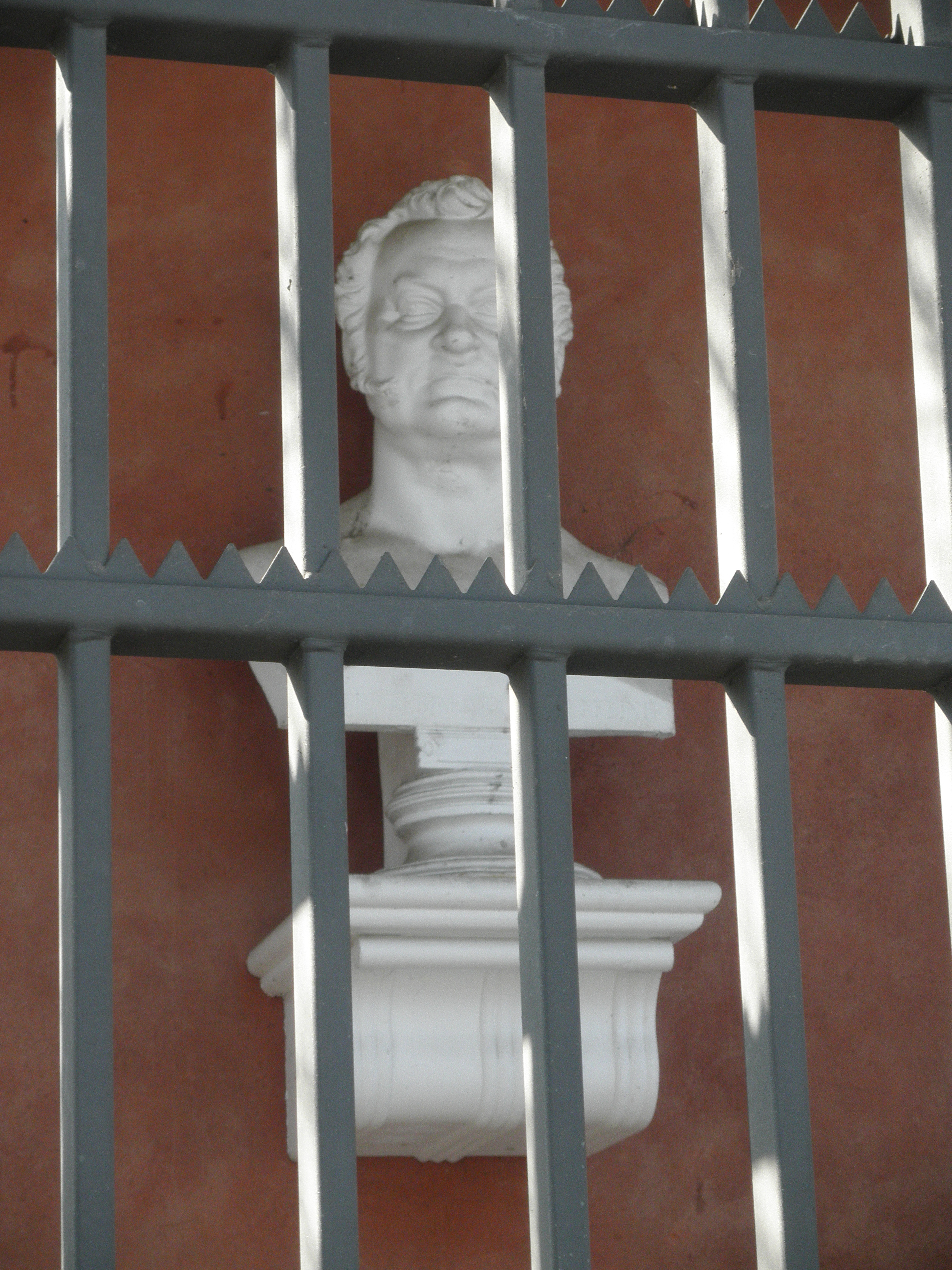
Büste von Karl von Müffling hinter einem Stahlgitter (2013)
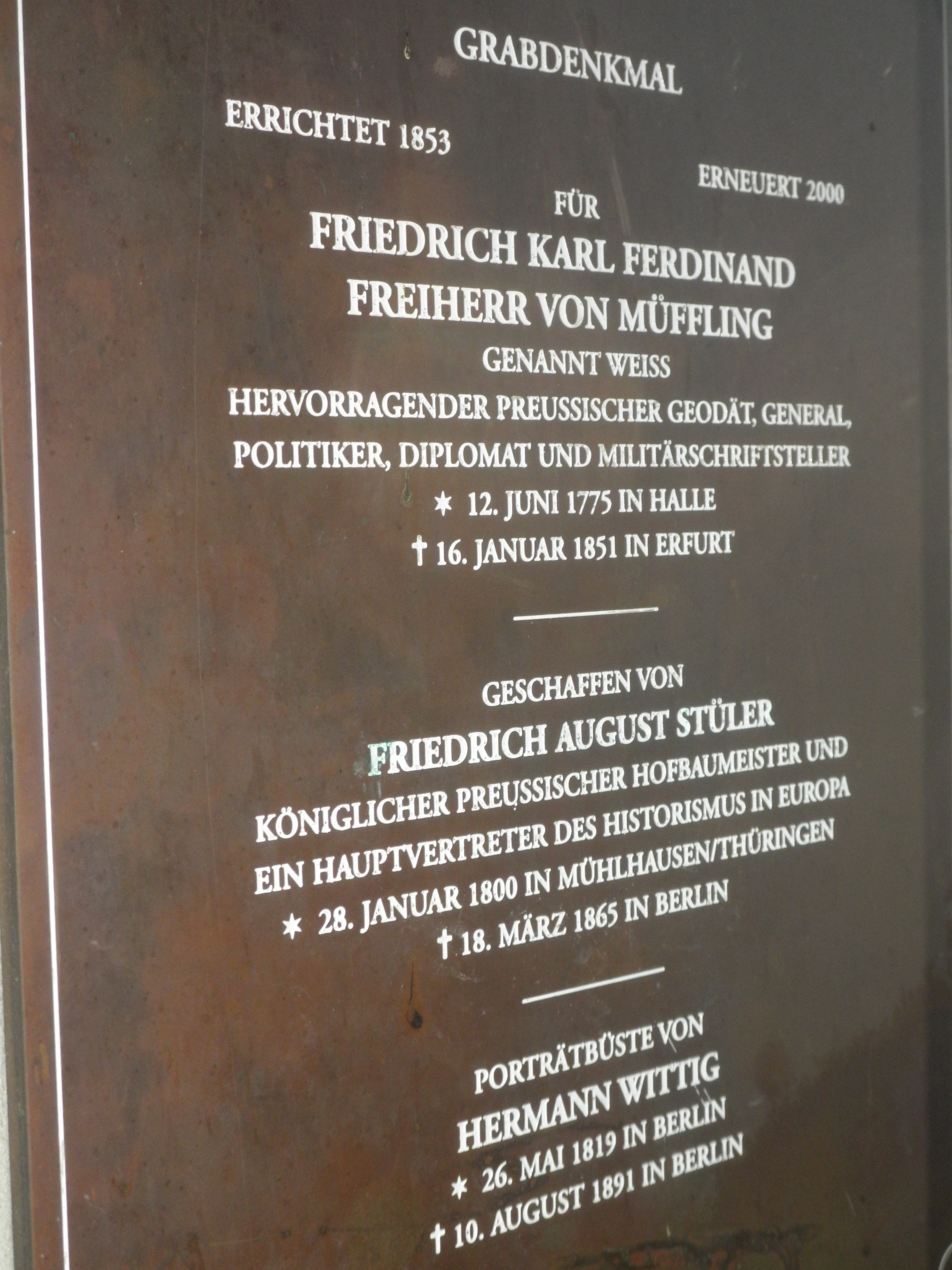
Geschichte des Grabmals von Müffling im Brühler Garten in Erfurt

### Familie
Karl von Müffling heiratete 1799 Wilhelmine von Schele-Scheelenburg (1775–1836). Das Paar hatte folgende Kinder:
- Eduard (1801–1887), Herr auf Ringhofen, Geheimer Regierungsrat und Ehrenritter des Johanniterordens

⚭ 18. Juli 1829 Emma von Müffling (1809–1830), Tochter von Wilhelm von Müffling
⚭ 3. August 1832 Luise von Schwartz (1805–1834)
⚭ 9. September 1838 Hedwig von Bernstorff (1805–1883)
- Ottilie (1802–1862) ⚭ 23. Mai 1831 Hermann von Estorf (1806–1878), preußischer Hauptmann
- Pauline (1803–1886) ⚭  23. Juni 1822 Adolf Graf von Westarp (1796–1850), preußischer Oberstleutnant, Eltern von Otto von Westarp

## Ehrung
- 15. November 1842: Ehrenbürger von Berlin anlässlich seines 50-jährigen Dienstjubiläums[5]

## Veröffentlichungen
Müffling veröffentlichte seine Werke unter dem Chiffre „C. von W.“. 
- Operationsplan der Preußisch-Sächsischen Armee im Jahr 1806, Schlacht von Auerstädt, und Rückzug bis Lübeck. Weimar 1807 (Digitalisat bei Google Books).
- Marginalien zu den Grundsätzen der höhern Kriegskunst für die Generale der östreichischen Armee. Weimar 1808 (Digitalisat bei Google Books).
- Marginalien zu den Grundsätzen der höheren Kriegskunst für die Generale der österreichischen Armee. 2. vermehrte Auflage, Weimar 1810 (Digitalisat bei Google Books).
- Die preußisch-russische Campagne im Jahr 1813; von der Eröffnung bis zum Waffenstillstande vom 5. Juny 1813. [o. O.] 1813 (Digitalisat bei Google Books)
- Die preußisch-rußische Campagne im Jahr 1813; von der Eröffnung, bis zum Waffenstillstande vom 5ten Juny 1813; mit dem Plan der Schlacht von Groß-Görschen, der Schlacht von Bautzen und dem Gefecht von Haynau. Breslau [o. J.] (Digitalisat bei Google Books)
- Geschichte des Feldzugs der englisch-hanövrisch-niederländisch-braunschweigschen Armee unter Herzog Wellington und der preußischen Armee unter dem Fürsten Blücher von Wahlstadt im Jahr 1815. Stuttgart und Tübingen 1817 (Digitalisat bei Google Books).
- Zur Kriegsgeschichte der Jahre 1813 und 1814. Die Feldzüge der schlesischen Armee unter dem Feldmarschall Blücher von der Beendigung des Waffenstillstandes bis zur Eroberung von Paris. 2 Bände. Berlin und Posen 1824 (Digitalisat bei Universitäts- und Landesbibliothek Darmstadt).
- Betrachtungen über die grossen Operationen und Schlachten der Feldzüge von 1813 und 1814. Berlin und Posen 1825 (Digitalisat bei Kujavisch-Pommersche Digitale Bibliothek).
- Napoleons Strategie im Jahr 1813 von der Schlacht von Groß-Görschen bis zur Schlacht von Leipzig. Berlin, Posen und Bromberg 1827 (Digitalisat bei Universitäts- und Landesbibliothek Darmstadt).
- Über die Römerstrassen am rechten Ufer des Nieder-Rheins. Von dem Winterlager Vetera ausgehend, zur Veste Aliso, über die pontes longi zu den Marsen und zu der niedern Weser. Berlin, Posen und Bromberg 1834 (Digitalisat bei Universitäts- und Landesbibliothek Düsseldorf;  Digitalisat bei Google Books).

Die nachgelassene Schrift Aus meinem Leben Berlin 1851, 2. Auflage 1855 (Digitalisat) gab sein Sohn heraus. Sie enthält Schilderungen über die Vorgänge im Blücherschen Hauptquartier 1813–14. Müfflings Memoiren wurden durch Theodor von Bernhardi (Denkwürdigkeiten aus dem Leben des Generals von Toll. Band 4.) wegen Müfflings angeblicher Eitelkeit und Voreingenommenheit gegenüber Gneisenau stark kritisiert.